# سورد (نبراسکا)
سورد(به انگلیسی: Seward) شهری در ایالت نبراسکا کشور ایالات متحده آمریکا است که جمعیت آن در سرشماری سال ۲۰۱۰ میلادی، ۶٬۹۶۴ نفر بوده‌است.